# Bob Fernley
Robert "Bob" Fernley (Stockport, 7 de janeiro de 1953 – 30 de junho de 2023), foi um empresário e gestor britânico de automobilismo e presidente da Comissão de Monopostos da FIA.

## Carreira
Fernley tem uma longa história de gerenciamento de equipes de corrida, tendo possuído vários equipamentos nos Estados Unidos, especialmente para a série IndyCar.
Ele também tem uma longa associação com Vijay Mallya, então quando o empresário indiano adquiriu a equipe Spyker e transformou-a na Force India, não demorou muito para Fernley se juntar ao conselho da nova escuderia. Ele era o vice-chefe de equipe da Force India, e ficava encarregado pelas operações da equipe nos fins de semana de corrida quando Mallya — que não podia deixar o Reino Unido nos últimos anos — não comparecia. Ele também lidava com assuntos ligados à FIA e aos organizadores da Fórmula 1. Fernley deixou a Force India após a compra de seus bens por um consórcio liderado por Lawrence Stroll em agosto de 2018.
Em 15 de novembro de 2018, Fernley foi anunciado como presidente do projeto da McLaren nas 500 Milhas de Indianápolis. Ele assumiu o cargo como subordinado de Zak Brown, diretor executivo da McLaren. Em maio de 2019, foi anunciado que a McLaren não iria renovar o contrato de Fernley após Fernando Alonso não conseguir se classificar para as 500 Milhas de Indianápolis de 2019.
Em 17 de dezembro de 2020, foi anunciado que Fernley seria o substituto de Domenicali como presidente da Comissão de Monopostos da FIA.
Fernley morreu em 30 de junho de 2023, aos 70 anos.